# Psi2 Piscium
Título a ser usado para criar uma ligação interna é Psi2 Piscium.
Psi2 Piscium (79 Piscium) é uma estrela na direção da constelação de Pisces. Possui uma ascensão reta de 01h 07m 57.11s e uma declinação de +20° 44′ 21.6″. Sua magnitude aparente é igual a 5.56. Considerando sua distância de 161 anos-luz em relação à Terra, sua magnitude absoluta é igual a 2.09. Pertence à classe espectral A3V.